# Rifugio Tita Secchi
Il rifugio Tita Secchi è un rifugio alpino situato nel comune di Breno, in Val Camonica, a 2.367 m s.l.m. Sorge ai piedi della parete sud del Cornone di Blumone, nei pressi del lago della Vacca, all'interno del Parco regionale dell'Adamello.  

## Caratteristiche e informazioni
Il rifugio, di proprietà della Società Ugolini di Brescia, è attivo dall'estate 1992; è dedicato alla memoria di Tita Secchi, appassionato alpinista, morto partigiano.
Il rifugio è aperto tutto giugno e fino a metà ottobre, per S. Silvestro fino all'Epifania,
nel periodo di chiusura può essere aperto a richiesta di comitive.

## Accesso
- Dal rifugio Nikolaiewka del Gaver - Ore 2,15 - itinerario nº 17.
- Dal rifugio Tassara in Bazena (Prestine - Ore 2,15 - itinerario nº 18
- Dalla malga Cadino della Banca - Ore 2 - itinerario nº19.